# Strażnica KOP „Most Kolejowy”

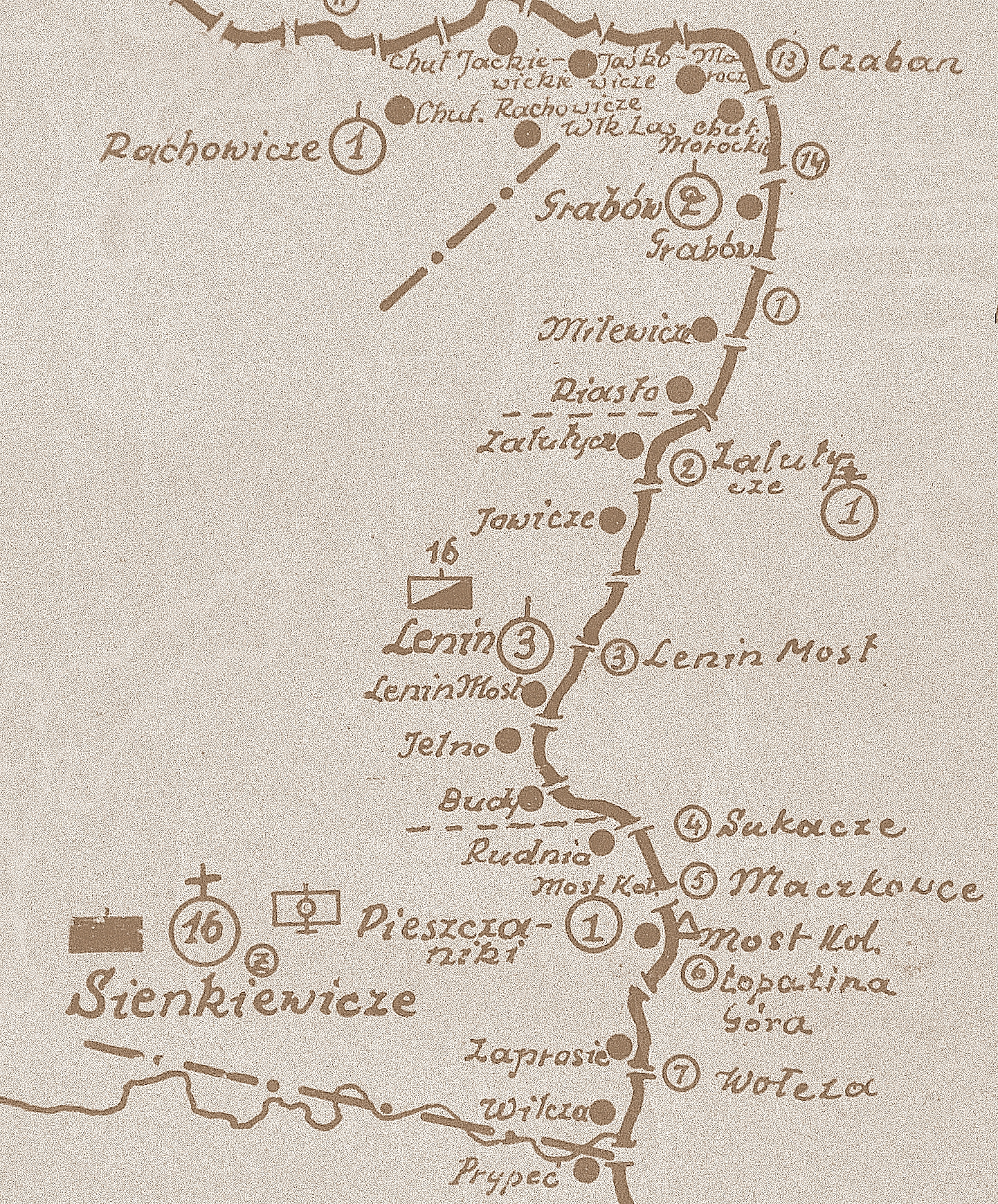
Rozmieszczenie batalionu KOP „Sienkiewicze” w 1931

Strażnica KOP „Most Kolejowy” – zasadnicza jednostka organizacyjna Korpusu Ochrony Pogranicza pełniąca służbę ochronną na granicy polsko-sowieckiej.

## Formowanie i zmiany organizacyjne
W 1925, w składzie 5 Brygady Ochrony Pogranicza, został sformowany 16 batalion graniczny. W 1928 w skład batalionu wchodziło 16 strażnic. Strażnica KOP „Most Kolejowy” w latach 1928 – 1939 funkcjonowała w strukturze organizacyjnej 1 kompanii granicznej KOP „Pieszczaniki” . Strażnica liczyła około 18 żołnierzy i rozmieszczona była przy linii granicznej z zadaniem bezpośredniej ochrony granicy państwowej.
W 1932 obsada strażnicy zakwaterowana była w budynku popolicyjnym. Strażnicę z macierzystą kompanią łączyła droga polna długości 2,5 km.

## Służba graniczna
Podstawową jednostką taktyczną Korpusu Ochrony Pogranicza przeznaczoną do pełnienia służby ochronnej był batalion graniczny. Odcinek batalionu dzielił się na pododcinki kompanii, a te z kolei na pododcinki strażnic, które były „zasadniczymi jednostkami pełniącymi służbę ochronną”, w sile półplutonu. Służba ochronna pełniona była systemem zmiennym, polegającym na stałym patrolowaniu strefy nadgranicznej, wystawianiu posterunków alarmowych, obserwacyjnych i kontrolnych stałych, patrolowaniu i organizowaniu zasadzek w miejscach rozpoznanych jako niebezpieczne, kontrolowaniu dokumentów i zatrzymywaniu osób podejrzanych, a także utrzymywaniu ścisłej łączności między oddziałami i władzami administracyjnymi.
Strażnica KOP „Most Kolejowy” w 1932 ochraniała pododcinek granicy państwowej szerokości 8 kilometrów 750 metrów od słupa granicznego nr 1119 do 1125, a w 1938 pododcinek szerokości 8 kilometrów 195 metrów od słupa granicznego nr 1118 do 1127.
Wydarzenia
- W meldunku sytuacyjnym KOP za okres od 1 do 10 października 1928 odnotowano: Przez strażnicę Most przejechało do Polski 12 pociągów. Do Rosji sowieckiej przepuszczono 12 pociągów, które były każdorazowo kontrolowane i eskortowane[12].

Sąsiednie strażnice
- strażnica KOP „Rudnia” ⇔ strażnica KOP „Pieszczaniki” (punkt przejściowy?) Strażnica KOP „Zaprosie” - 1929[3], 1931[4] , 1932[13], 1934[6]
- strażnica KOP „Rudnia” ⇔ strażnica KOP „Wilcza” – 1938[7]